# Aversa
Aversa je italské město v oblasti Kampánie, bylo první normanským hrabstvím ve Středozemí, založeno v roce 1030.

## Vývoj počtu obyvatel
Počet obyvatel

## Osobnosti města
- Niccolò Jommelli (1714 – 1774), hudební skladatel
- Domenico Cimarosa (1749 – 1801), hudební skladatel

## Partnerská města
- Alife, Itálie
- Pratella Serra, Itálie